# Хотивлянский сельский совет
Хотивлянский сельский совет (укр. Хотівлянська сільська рада) — входит в состав
Городнянского района
Черниговской области
Украины.
Административный центр сельского совета находится в 
с. Хотивля.

## Населённые пункты совета
- с. Хотивля
- с. Травневое